# Boedelbak
Een boedelbak is een aanhangwagen met een huif die kan worden gehuurd en die gebruikt kan worden om inboedel te verplaatsen. Boedelbak is een merknaam van het Nederlandse bedrijf Boedelbak BV, maar wordt in de wandeling ook gebruikt voor gelijkende aanhangwagens van andere merken.
De huif kan waterdicht worden afgesloten zodat de goederen in de bak niet worden blootgesteld aan regen en wind. Hierdoor is de boedelbak geschikt om te verhuizen. Er bestaan varianten met een enkele en met een dubbele as. Ze verschillen qua afmeting en maximaal gewicht. Voor de zwaardere varianten is een BE-rijbewijs vereist. Boedelbakken kunnen gehuurd worden bij tankstations, meubelhandels en autoverhuurbedrijven.